# Aborcja w Norwegii
Aborcja w Norwegii – obecnie norweskie prawo dopuszcza aborcję na żądanie kobiety w pierwszych 12 tygodniach ciąży, do 18 tygodnia z przyczyn medycznych, prawnych, embriopatologicznych i społecznych za zgodą odpowiedniej komisji. Po 18 tygodniu ciąży aborcja jest dopuszczalna jedynie z racji medycznych i embriopatologicznych.

## Historia
Na mocy dekretów Chrystiana V z 1687 roku aborcja była karana śmiercią. Przepisy z 1842 roku znosiły karę śmierci za przerwanie ciąży. Aborcja wciąż pozostawała nielegalna, z jaj wykonanie kobiecie groziło do 6 lat więzienia. W 1902 roku wprowadzono przepisy zezwalające na aborcję gdy ciążą zagraża życiu matki bądź istniało duże prawdopodobieństwo że dziecko urodzi się martwe.
W 1913 roku aktywistka Katti Anker Møller rozpoczęła działalność na rzecz zniesienia zakazu aborcyjnego.
Pomiędzy 1920 a 1929 rokiem około 100 osób zostało skazanych za bezprawne przerwanie ciąży.
Tylko w jednym ze stołecznych szpitali 82 kobiety zmarły wskutek powikłań spowodowanych nielegalną aborcją.
W efekcie tych wydarzeń ministerstwo sprawiedliwości powołało w 1934 roku specjalny zespół mający opracować nowe ustawodawstwo aborcyjne kierowany przez córkę Katti Anker Møller – Tove Mohr. W roku następnym zebrano 207 000 podpisów pod petycją o przerwanie pracy komitetu - rząd przyjął petycję i zawiesił działalność zespołu.
W 1960 roku przyjęto nowe ustawodawstwo przewidujące dopuszczalność aborcji ze względów medycznych, prawnych i embriopatologicznych pod warunkiem uzyskania zgody komisji złożonej z dwóch lekarzy i – w przypadku mężatki – jej męża.
W 1969 roku Norweska Partia Pracy włączyła legalizację aborcji na żądanie do swojego programu. Zapoczątkowało to burzliwą debatę na ten temat. Projekt przewidujący dopuszczalność aborcji na żądanie kobiety trafił pod obrady parlamentu, gdzie upadł po tym jak socjalistyczny deputowany Otto Haughlin zagłosował przeciwko ustawie. Przyjęcie projektu w zmienionej formie w następnej sesji parlamentu było tylko kwestią czasu. Ostatecznie w 1978 roku przyjęto obecnie obowiązujące prawo, w geście protestu do dymisji podał się zwierzchnik Kościoła Norwegii Per Lønning.